# 萨勒 (下莱茵省)
萨勒（法語：Saales，法語發音：[sal]），法国东北部市镇，位于大东部大区下莱茵省，隶属于莫尔塞姆区，其市镇面积为9.88平方公里，2022年1月1日时人口数量为827人，在法国城市中排名第11,433位。
萨勒位于下莱茵省西南部，南侧与孚日省接壤，是一个区域性的中心市镇，斯特拉斯堡－圣迪耶铁路和多条公路在此交汇。

## 地名来源

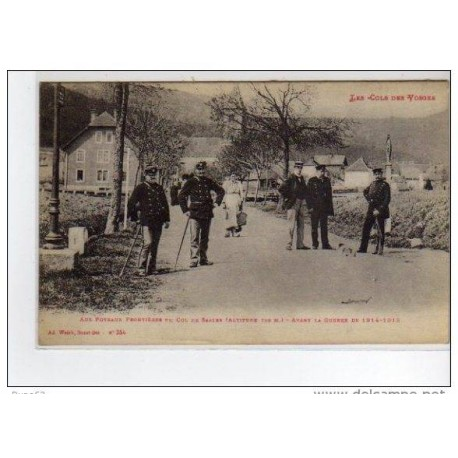
18世纪末的萨勒哨兵岗

根据当地官方网站的论述，“Saales”一名最初于1040年以“Salis”的形式被记载，该名称来源于拉丁语“via salinaria”，意为“盐矿之路”，可能与途径此地的历史道路有关。
在1793至1801年间，当地的官方名称拼写为“Sâales”；而包括当地政府网站在内的多个资料中，当地的拼写为“Saâles”。

## 历史
萨勒始建于公元11世纪，彼时为瑟诺讷圣伯多禄修道院的一处领地。13世纪时，哈布斯堡军队曾烧毁了萨勒。1303年，萨勒成为一个堂区。1349年，萨勒遭遇黑死病疫情，当地约三分之一的居民患病身亡。三十年战争期间，萨勒再次遭到严重破坏，当地的教堂被废弃，其堂区中心迁移至布吕什堡。18世纪后，萨勒逐渐恢复重建，当地出现了贸易集市。法国大革命后，萨勒成为孚日省的一个市镇。普法战争结束后，根据《法兰克福条约》，萨勒被普鲁士军队占领，成为阿尔萨斯-洛林地区的一部分，并成为一座边境城市，当地曾出现边防哨兵岗。1890年，阿尔萨斯-洛林皇家铁路公司修建了连接萨勒和斯特拉斯堡之间的铁路线。1919年，根据《凡尔赛条约》，萨勒重归法国，并成为下莱茵省的一个市镇。1928年，斯特拉斯堡－圣迪耶铁路全线建成通车。20世纪50年代，当地曾出现多个纺织作坊，后因经济危机而于20世纪80年代纷纷关闭。

## 地理

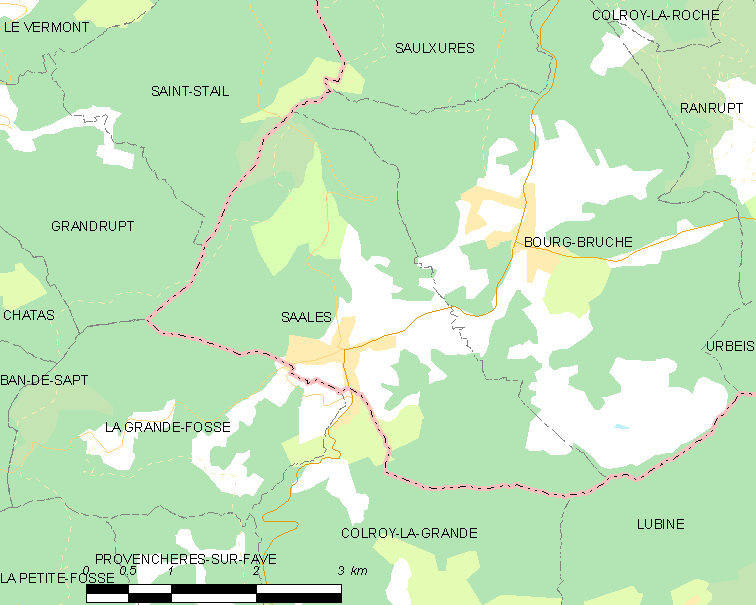
萨勒市镇范围地图

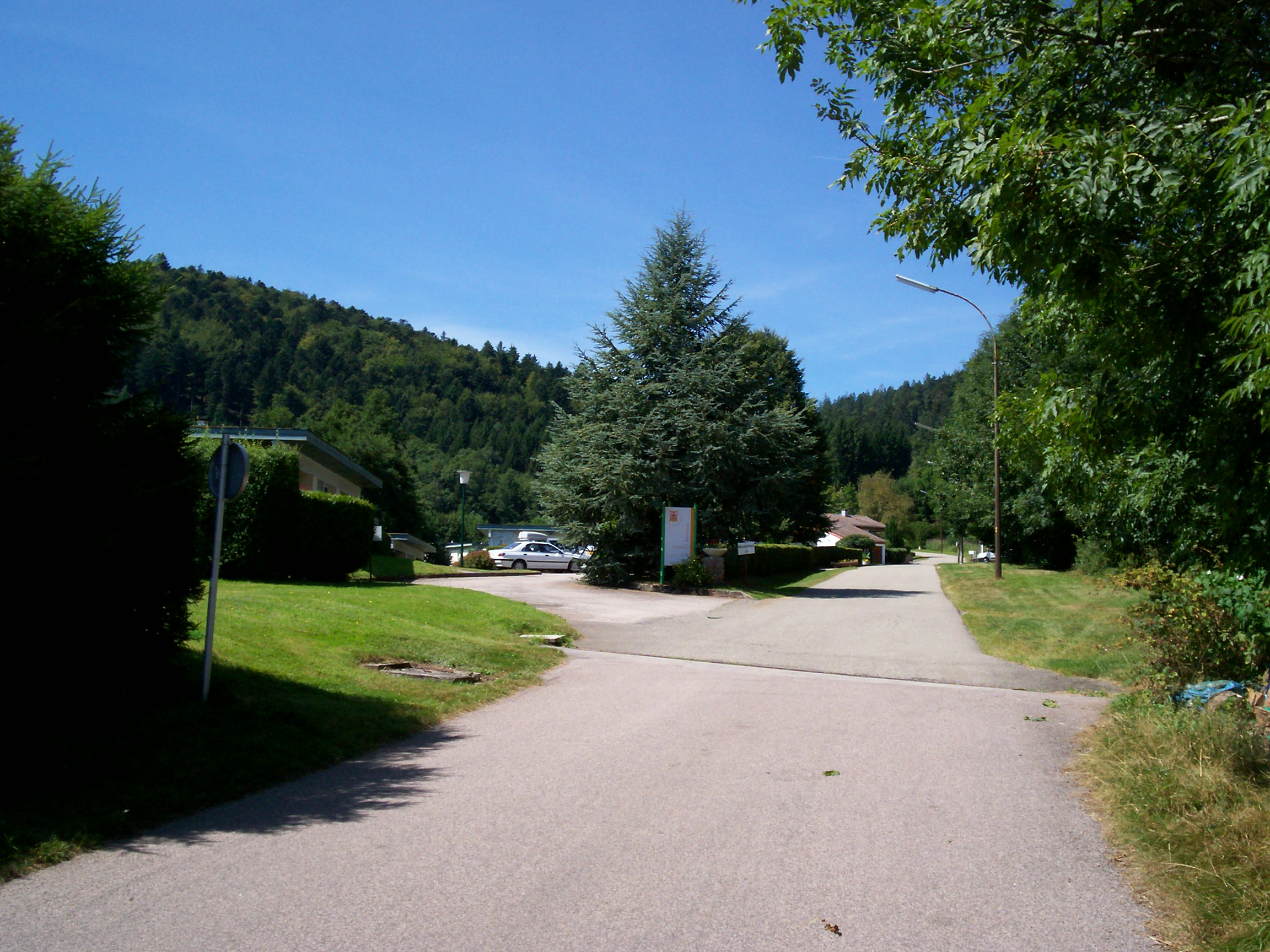
萨勒附近的一处森林营地

萨勒位于法国东北部，大东部大区东部和下莱茵省西南部，距离省会斯特拉斯堡大约66公里。与萨勒接壤的市镇包括：吕比讷、圣斯泰、布吕什堡、大福斯、格朗吕、普罗旺谢尔和科尔鲁瓦。

### 地形
萨勒位于孚日山腹地，境内以山地及丘陵为主，市镇中心位于一处地势较为平坦的山前冲积带上，全境海拔在517到831米之间。

### 水文
萨勒位于莱茵河流域范围内，布吕什河左岸的多条溪流流经萨勒境内。

### 植被
萨勒属于温带阔叶混交林区，市镇范围西部为贝尔费树林（bois de Belfays）。
在鲜花城市的评比中，萨勒暂未被评级。

### 气候
萨勒在柯本气候分类法中属于带有大陆性特征的温带海洋性气候，因当地海拔相对较高，故当地气候又有一定的山地特征。

## 行政区划
萨勒的市镇编号为67421，邮政编号为67420。
在行政管理方面，萨勒隶属于法国大东部大区阿尔萨斯欧洲集体下莱茵省莫尔塞姆区；在地方选举方面，萨勒隶属于米齐格县，其市镇范围全境被划入下莱茵省第六选区；在社会管理方面，萨勒是布吕什河谷市镇公共社区的组成部分。
法国国家统计与经济研究所（简称）在进行数据统计时，未将萨勒划入任何城市核心区（城市区以及城市辐射区（）内。此外，还将萨勒市镇整体看作一个“块区”（IRIS），以便于统计人口分布情况。

## 交通

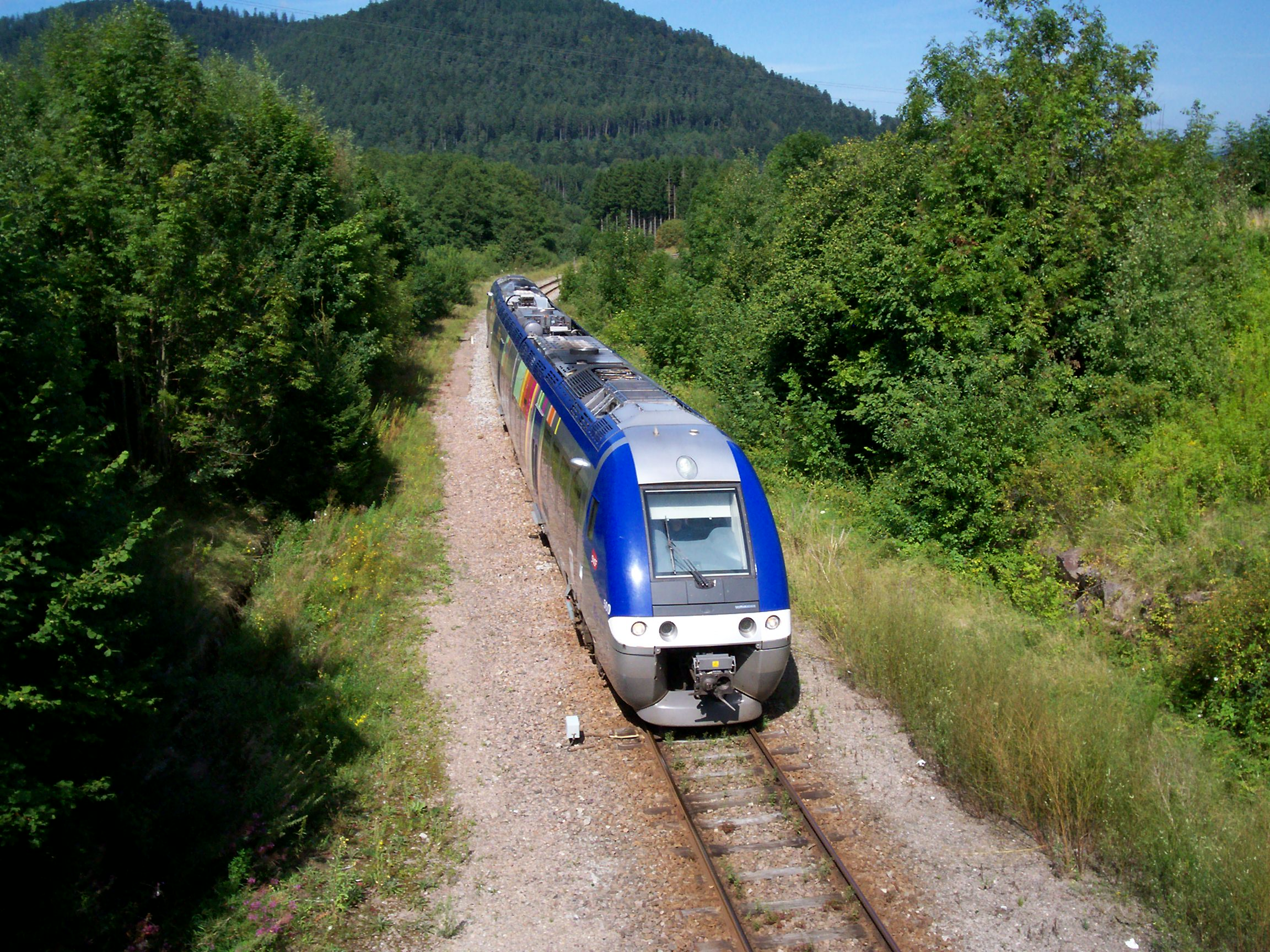
途径萨勒的一辆区域列车

### 公路
下莱茵省省道D1420线和D146线、D304线在萨勒境内交汇，大东部大区下属的城际客运提供巴士线路，可前往周边部分市镇。
2018年，54.6%的萨勒家庭拥有至少一辆私人汽车。2019年，萨勒境内共发生各类交通事故1起，造成1人受伤。
| 11b | 43 |

| 斯特拉斯堡 城站 | 68 |

| 孚日圣迪耶 | 21 |

| 莫尔塞姆 | 43 |

### 铁路
萨勒位于斯特拉斯堡－圣迪耶铁路上。萨勒站位于市区东部，停靠往返于斯特拉斯堡和孚日圣迪耶一线的区域列车。

### 航空
距离萨勒最近的民用航空站为斯特拉斯堡机场，距离萨勒市中心的公路里程约62公里。

### 城市公共交通
截至2022年9月，萨勒暂无城市公共交通系统。

## 政治

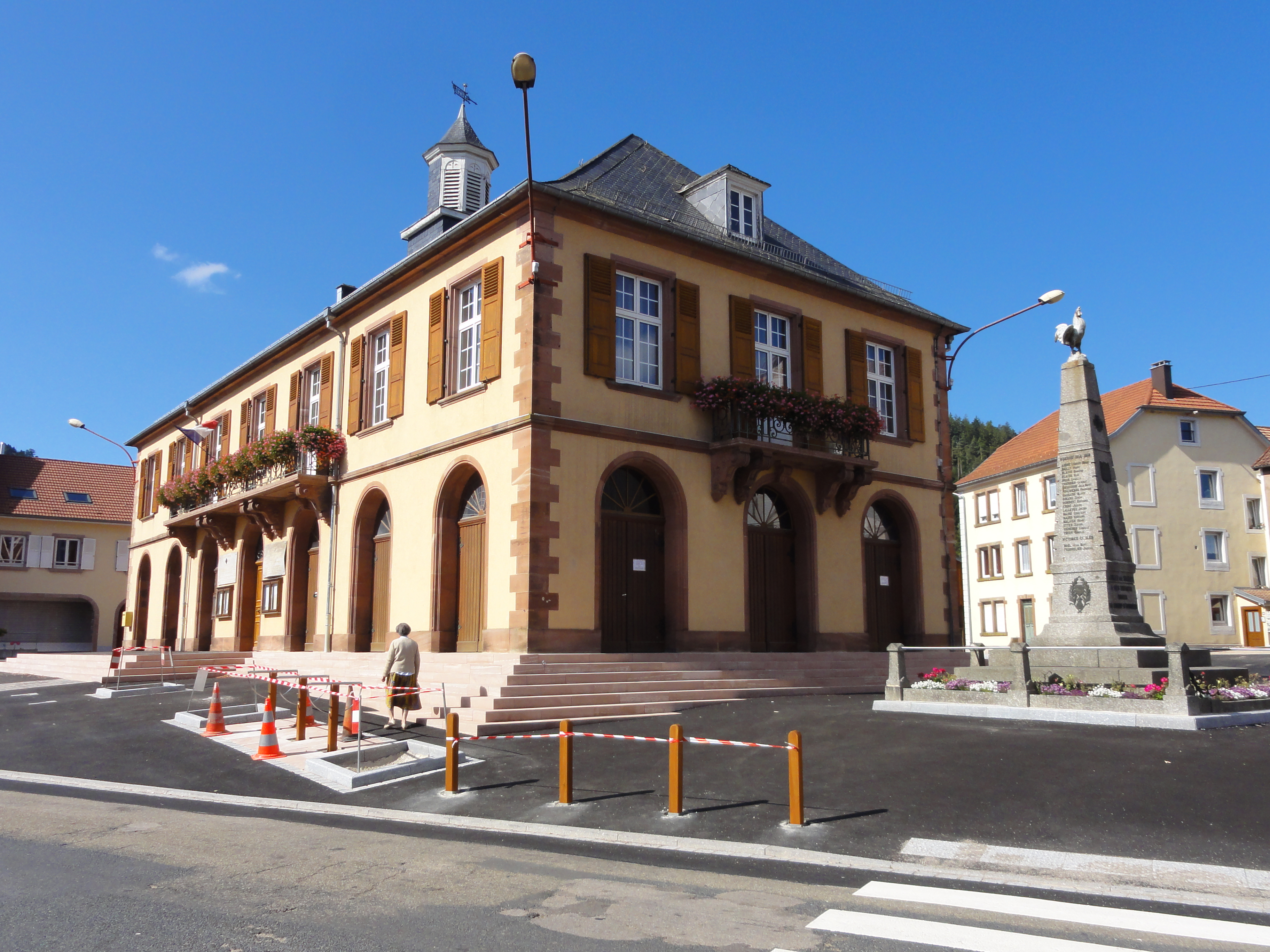
萨勒市政厅

萨勒的现任市长为罗曼·芒热内先生（Romain MANGENET），他是一名无党派人士，在2020年的市政选举中获得了100%的支持率（无其他候选人）。
在2022年的法国总统大选中，法国极右翼政党国民阵线主席玛丽娜·勒庞在萨勒获得了57.71%的支持率。

## 人口
2018年，萨勒市镇人口数量为833，在法国排名第11,433位。其中男性394人，女性439人，75岁及以上人口占12.4%，外籍人口数量为204人，人口密度为84人/平方公里，当地居民被称为（男性）或（女性）。2019年，萨勒境内出生6人，死亡人口20人。
| 萨勒1901年－2019年人口变化情况 |
|                                |
| 数据来源：Cassini、INSEE       |

## 经济

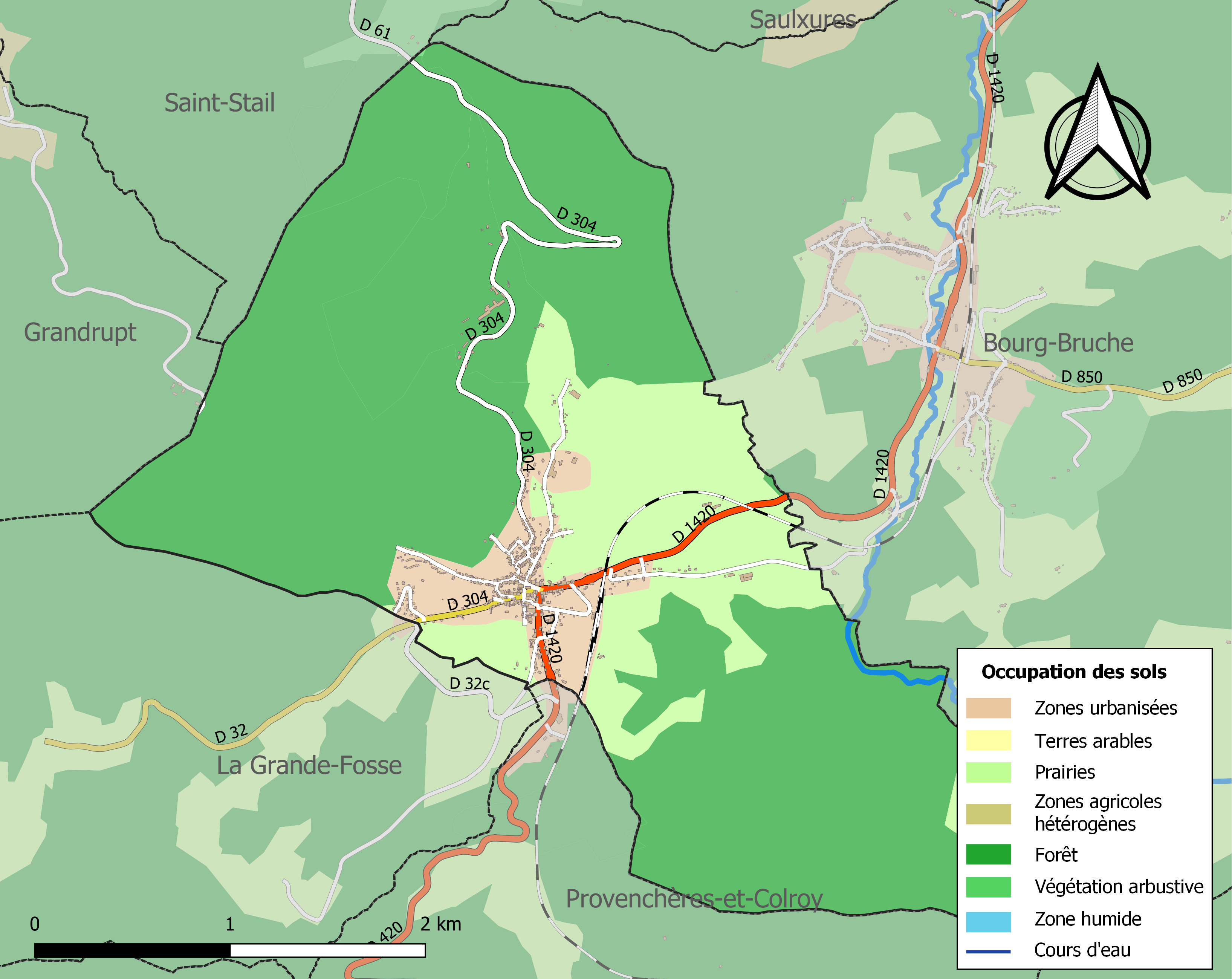
萨勒土地利用情况地图

萨勒是一个区域性的中心市镇。截止2022年9月，萨勒市镇范围内共有各类用人单位（包含自雇）101家，比上一年减少了1家。（汽车销售）是当地2021年营业额最高的三个企业，为213,995欧元。

## 财政与居民收入
2020年，萨勒的财政收入总额为891,890欧元，财政支出总额为691,730欧元，当年的债务总额为1,167,450欧元。2021年，萨勒市镇共获得208,069欧元的国家财政补助，比上一年增加了3.85%。
2020年，萨勒的人均月收入总额为1,571欧元，低于法国平均水平（2,303欧元）。
2018年，萨勒境内的青壮年（15至64岁）失业率为16.9%，当地36.6%的家庭拥有纳税资格，平均纳税1,392欧元，低于法国平均水平（3,910欧元）。

## 社会事务

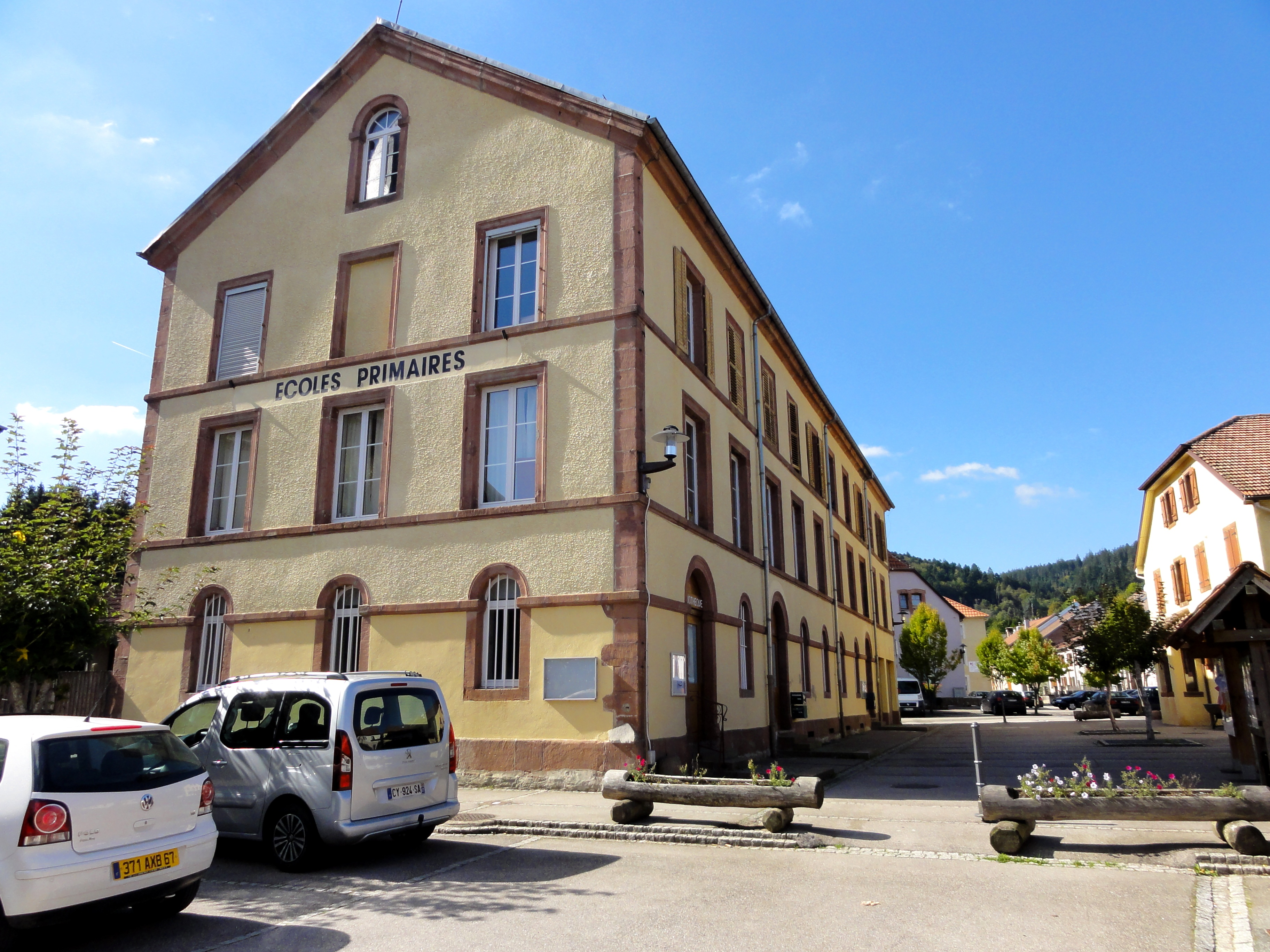
萨勒小学

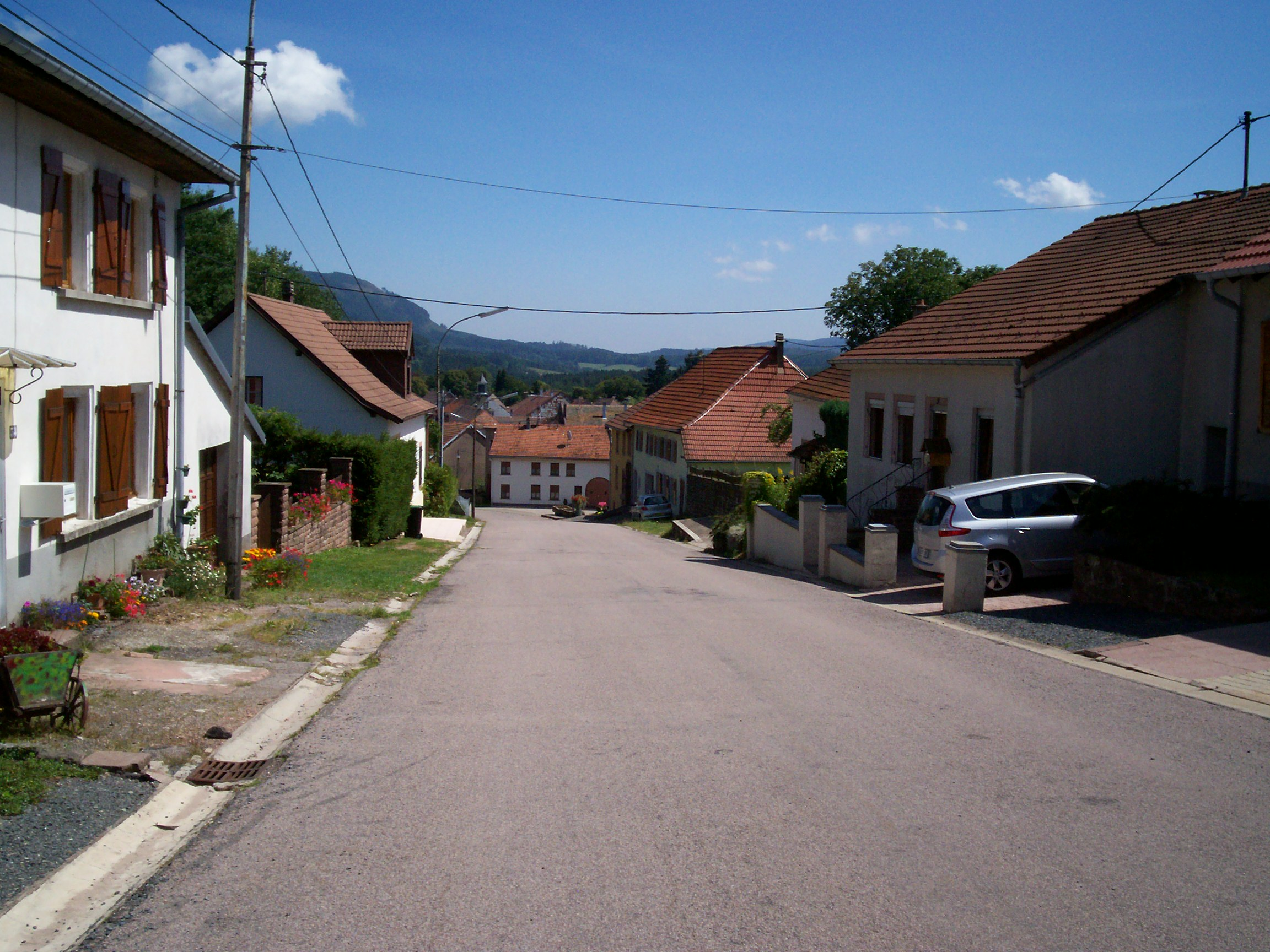
萨勒镇中心的车站街

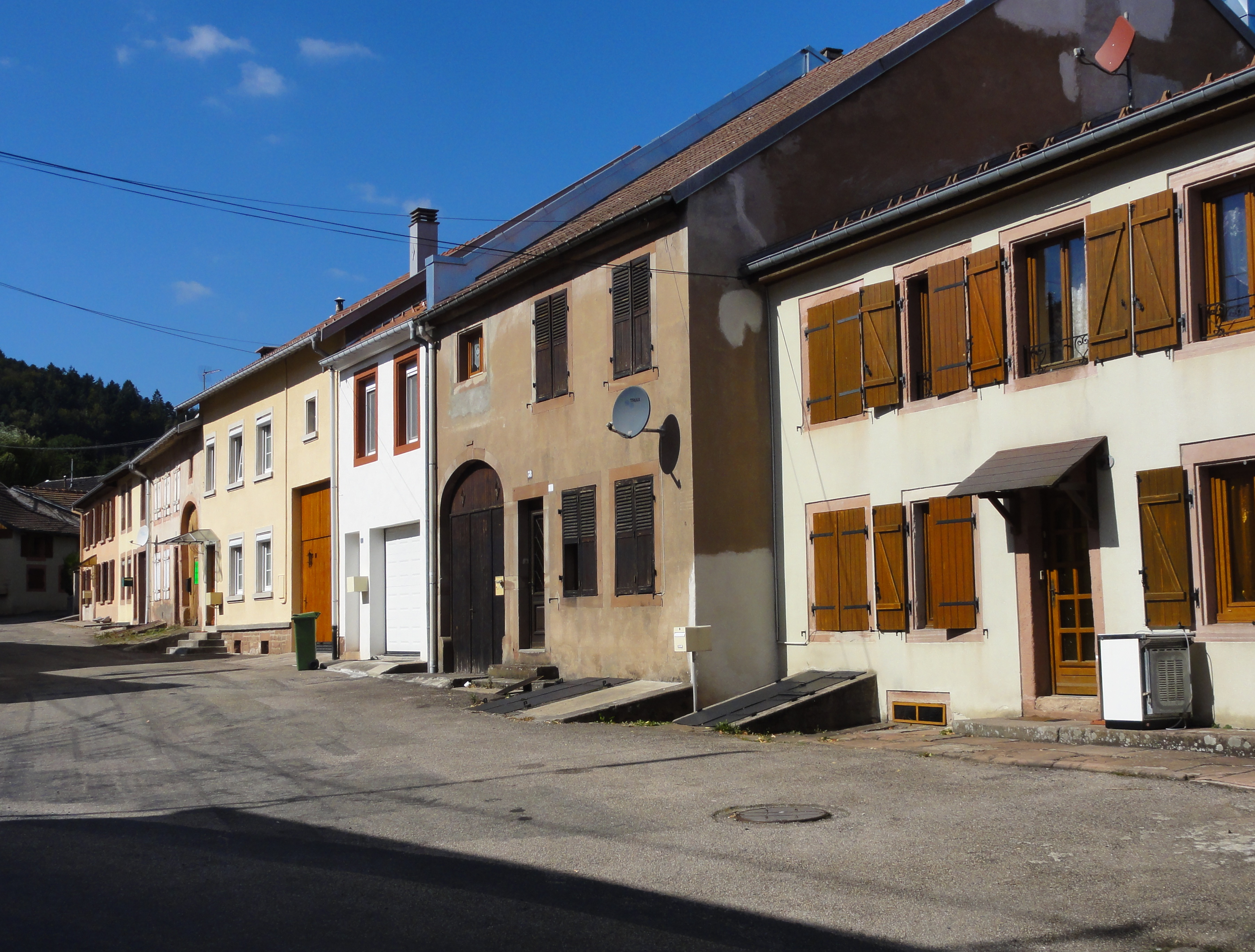
萨勒镇中心的自由街

### 教育
萨勒属于斯特拉斯堡学区。截止2020年1月1日，萨勒境内有1所小学。

### 医疗
截止2020年1月1日，萨勒境内共有全科医生2名、牙医2名和护士3名。境内共有药房1家、残疾人帮扶中心1家。
距离萨勒最近的区域性医疗机构为“孚日山市际中心医院”（Centre Hospitalier Intercommunal Hôpitaux du Massif des Vosges），其主病区圣夏尔医院位于孚日圣迪耶，距离萨勒市区的正常车程约25分钟，该院设有床位265个，是当地规模最大的公立综合性医院。

### 住房
2018年，萨勒境内共有各类住房485套，其中75.7%为独立式居民区，24.3%为集中式居民区。常住房屋占萨勒市镇范围内居民建筑总量的68.0%。
在住房保障政策方面，2020年，萨勒境内共有71户家庭获得了住房经济补助，受益人数占总人口数量的8.5%，其中69份为房租补助。

### 商业
2019年，萨勒境内共有各类实体商铺22家，其中餐厅3家、面包房2家、肉铺1家、银行门店1家、美容美发店2家、汽车维修店4家。镇中心建有一家Coccinelle Express超市。

### 体育
2020年，萨勒境内有1处足球或橄榄球场。
截至2022年9月，萨勒境内暂无注册足球俱乐部。

### 环境
萨勒的环境事务由其所属的布吕什河谷市镇公共社区联合各级政府协调负责。2019年，萨勒境内暂无污染企业。

### 治安
2019年，萨勒市镇范围内有1处宪兵队。
萨勒及其附近的共179个市镇是莫尔塞姆国家宪兵队（zone gendarmerie de Molsheim）的管辖范围。2020年，该宪兵队累计记录各类案件2,830起，其中盗窃类案件1,286起，经济类案件509起，毒品交易类案件121起。

## 文化

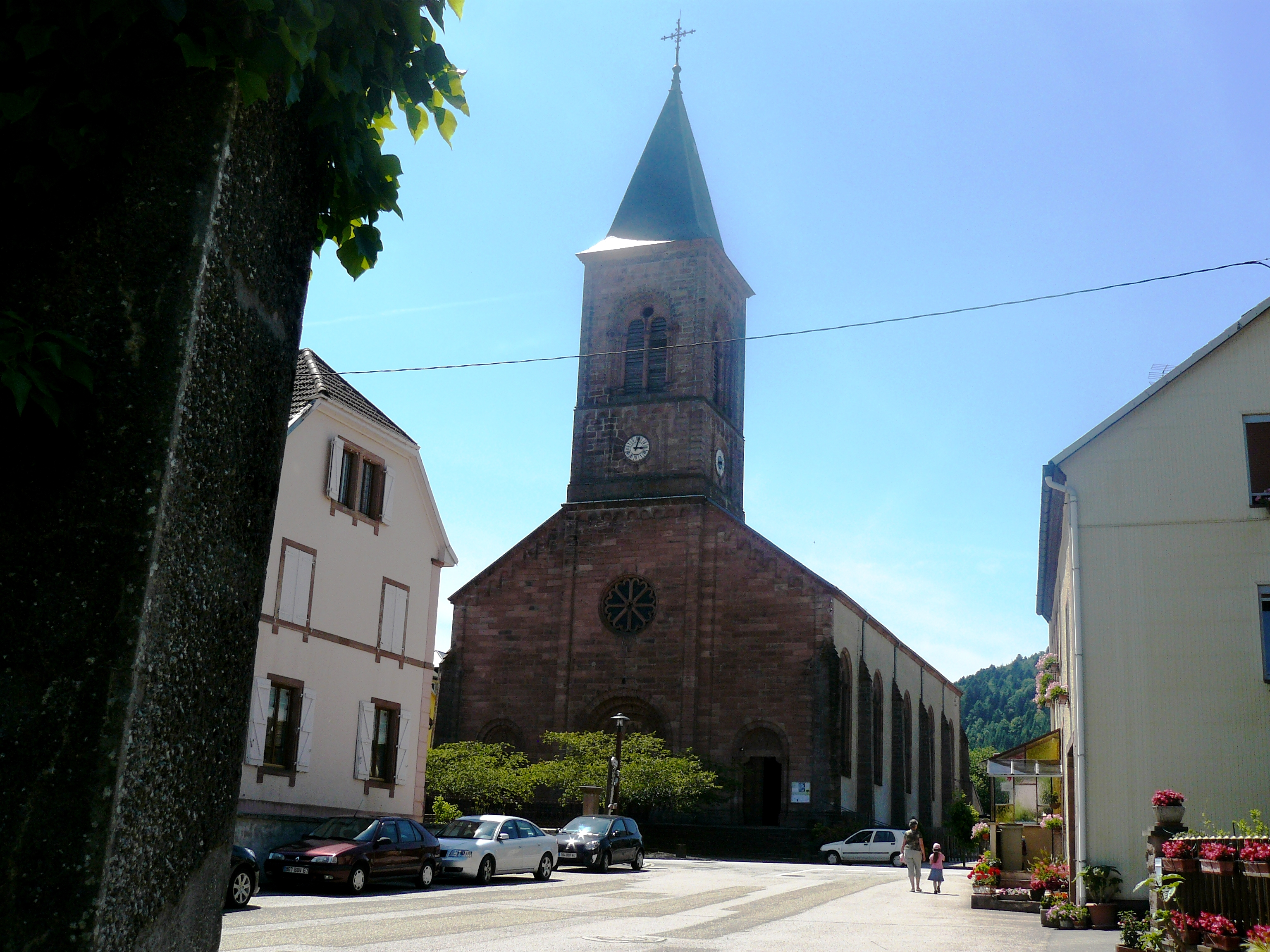
圣巴泰莱米教堂

2020年，萨勒境内暂无任何文化设施。萨勒市政府提供市政图书馆，每周四和六向公众开放。

### 建筑
萨勒境内有多处历史建筑，其中圣巴泰莱米教堂（Église Saint-Barthélemy de Saales）为法国国家文物保护单位，也是当地的地标性建筑物。

### 旅游
萨勒的旅游事务由其所属的布吕什河谷市镇公共社区负责。2021年，萨勒境内共有1家酒店共计17间房间；另有1个露营地，可容纳共35辆露营车。

### 媒体
法国主要的媒体均可在萨勒接收，法国电视三台下属的大东部大区频道在部分时段播出萨勒所属区域的地方新闻。

## 友好城市
截至2022年9月，萨勒共与一座城市互为友好城市关系：
- 比利时 梅桑西